# Талиця (Сухолозький міський округ)
Тали́ця (рос. Талица) — село у складі Сухолозького міського округу Свердловської області.
Населення — 311 осіб (2010, 378 у 2002).
Національний склад населення станом на 2002 рік: росіяни — 81 %.